# Scherma ai Giochi della II Olimpiade - Spada per maestri e dilettanti maschile
La gara di spada per maestri e dilettanti di scherma dei Giochi della II Olimpiade si tenne il 15 giugno 1900 a Parigi. In questo torneo ci fu solo la finale.

## Finale
| Pos. | Nazione | Atleta                      | V | P | Stato      |
| ---- | ------- | --------------------------- | - | - | ---------- |
|      | Francia | Albert Ayat                 | 7 | 0 | Maestro    |
|      | Cuba    | Ramón Fonst                 | 6 | 1 | Dilettante |
|      | Francia | Léon Sée                    | 4 | 3 | Dilettante |
| 4    | Francia | Georges de la Falaise       | 3 | 4 | Dilettante |
| 5    | Francia | Gilbert Bougnol             | 2 | 5 | Maestro    |
| 5    | Francia | Hippolyte-Jacques Hyvernaud | 2 | 5 | Maestro    |
| 5    | Francia | Henri Laurent               | 2 | 5 | Maestro    |
| 5    | Francia | Louis Perrée                | 2 | 5 | Dilettante |